# 九龙凤仙花
九龙凤仙花（学名：Impatiens chiulungensis）为凤仙花科凤仙花属的植物，为中国的特有植物。分布在中国大陆的四川等地，生长于海拔2,700米的地区，多生于密林中，目前尚未由人工引种栽培。